# Base aérienne 188 Djibouti „Colonel Massart“

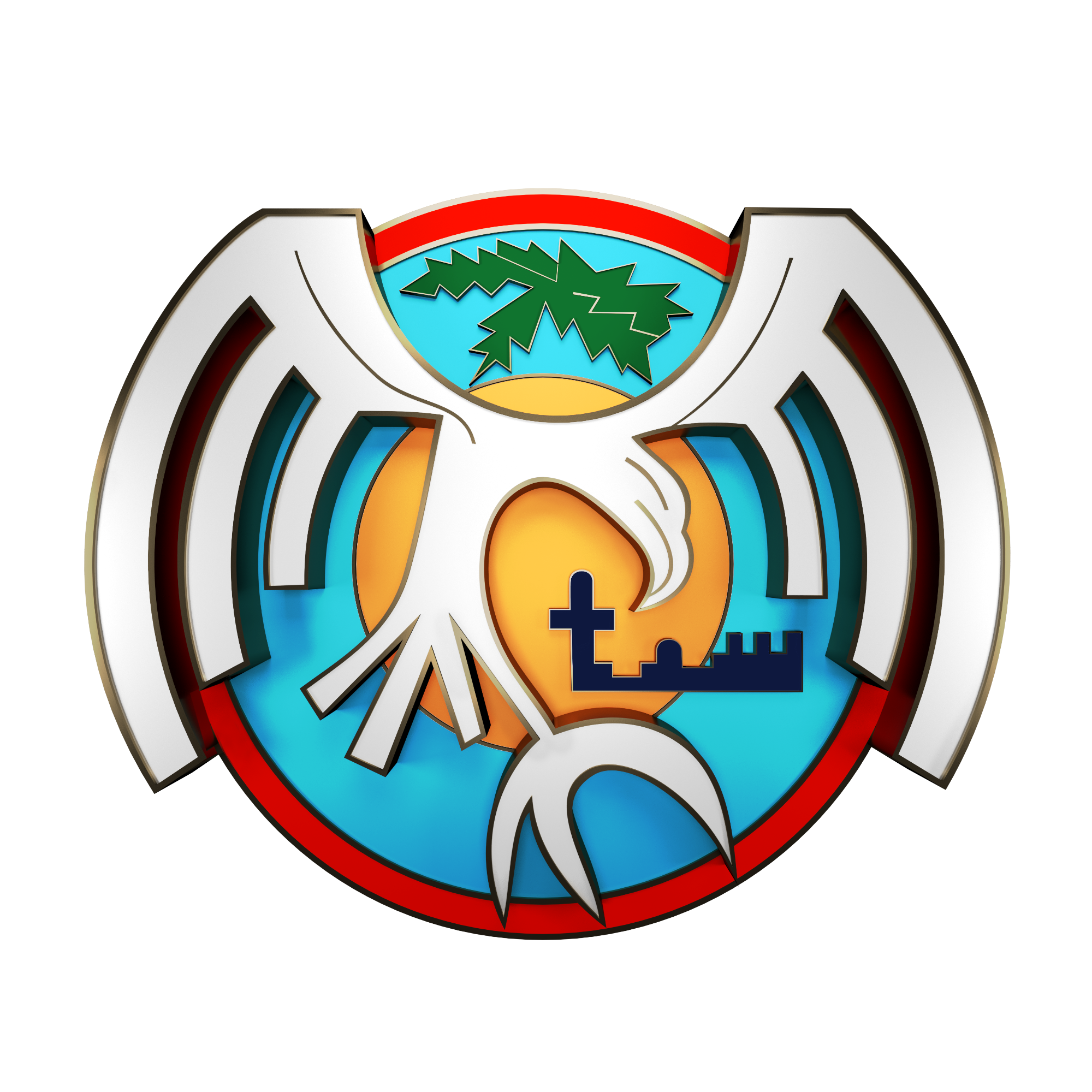
Insignia der Base aérienne 188

Die Base aérienne 188 Djibouti „Colonel Massart“ oder kurz Base aérienne 188 ist eine Militärbasis der französischen Luftwaffe. Der Stützpunkt befindet sich am Südrand von Dschibuti-Stadt, Hauptstadt von Dschibuti. Direkt angrenzend befindet sich der Flughafen Dschibuti. Benannt wurde die Basis nach einem Oberst der Luftwaffe Emil Massart, der das Kommando über französische Einheiten der Französischen Somaliküste hatte und im Jahr 1968 bei einer Schießübung abstürzte.
Auftrag der Basis ist es, Kämpfe zu unterstützen, die Bezug zu Dschibuti und den USA haben. Die Basis besteht im Rahmen des Verteidigungsabkommens zwischen Dschibuti und Frankreich. Es soll damit auch regionale Zusammenarbeit in der ostafrikanischen Region gewährleistet werden. Die Basis soll weiter die französischen Streitkräfte in der Region als Luftlogistikhub unterstützen.

## Geschichte
Ein erstes Flugfeld lag am damaligen südlichen Stadtrand im Stadtteil Salines. Ab 1933 wurde dieses von den Franzosen militärisch genutzt. Im Juni/Juli 1934 wurde entschieden, etwa 4 km weiter südlich, im heutigen Stadtteil Gabode, ein neues größeres Flugfeld zu bauen, das mehr Platz bieten sollte. Dies wurde jedoch erst 1946 nach dem Zweiten Weltkrieg umgesetzt, weil Italien Dschibuti angegriffen hatte.